# Крейг Ремзі
Крейг Ремзі (англ. Craig Ramsay, нар. 17 березня 1951, Вестон) — колишній канадський хокеїст, що грав на позиції крайнього нападника. Згодом — хокейний тренер.
Володар Кубка Стенлі. Провів понад тисячу матчів у Національній хокейній лізі. 

## Ігрова кар'єра
Хокейну кар'єру розпочав 1967 року.
1971 року був обраний на драфті НХЛ під 19-м загальним номером командою «Баффало Сейбрс». 
Усю професійну клубну ігрову кар'єру, що тривала 15 років, провів, захищаючи кольори команди «Баффало Сейбрс».
Загалом провів 1159 матчів у НХЛ, включаючи 89 ігор плей-оф Кубка Стенлі.

## Тренерська робота
1986 року розпочав тренерську роботу в НХЛ. Як асистент головного тренера працював з командами «Баффало Сейбрс», «Флорида Пантерс», «Оттава Сенаторс», «Філадельфія Флаєрс» та «Тампа-Бей Лайтнінг».
24 червня 2010 очолив клуб «Атланта Трешерс», пропрацював тут до моменту переїзду клубу до канадського Вінніпегу в 2011.
8 листопада 2013 разом з Гордом Мерфі став асистентом головного тренера «Флорида Пантерс».
10 червня 2014 замінив на посаді асистента головного тренера в «Едмонтон Ойлерс» Келлі Букбергера, з 4 червня 2015 другим асистентом став відомий в минулому хокеїст Кіт Ектон.

## Нагороди та досягнення
- Учасник матчу усіх зірок НХЛ — 1976.
- Трофей Френка Дж. Селке — 1985.
- Володар Кубка Стенлі в складі «Тампа-Бей Лайтнінг» (асистент головного тренера) — 2004.

## Статистика
| Сезон        | Клуб                | Ліга         | Регулярний сезон | Регулярний сезон | Регулярний сезон | Регулярний сезон | Регулярний сезон | Плей-оф | Плей-оф | Плей-оф | Плей-оф | Плей-оф |
| Сезон        | Клуб                | Ліга         | І                | Г                | П                | О                | ШХ               | І       | Г       | П       | О       | ШХ      |
| ------------ | ------------------- | ------------ | ---------------- | ---------------- | ---------------- | ---------------- | ---------------- | ------- | ------- | ------- | ------- | ------- |
| 1967–68      | «Пітерборо Пітс»    | ОХЛ          | 40               | 6                | 13               | 19               | 21               | 5       | 0       | 0       | 0       | 4       |
| 1968–69      | «Пітерборо Пітс»    | ОХЛ          | 54               | 11               | 28               | 39               | 20               | 10      | 1       | 2       | 3       | 9       |
| 1969–70      | «Пітерборо Пітс»    | ОХЛ          | 54               | 27               | 41               | 68               | 18               | 6       | 1       | 3       | 4       | 7       |
| 1970–71      | «Пітерборо Пітс»    | ОХЛ          | 58               | 30               | 76               | 106              | 25               | 5       | 2       | 2       | 4       | 2       |
| 1971–72      | «Цинциннаті Свордс» | АХЛ          | 19               | 5                | 7                | 12               | 4                | —       | —       | —       | —       | —       |
| 1971–72      | «Баффало Сейбрс»    | НХЛ          | 57               | 6                | 10               | 16               | 0                | —       | —       | —       | —       | —       |
| 1972–73      | «Баффало Сейбрс»    | НХЛ          | 76               | 11               | 17               | 28               | 15               | 6       | 1       | 1       | 2       | 0       |
| 1973–74      | «Баффало Сейбрс»    | НХЛ          | 78               | 20               | 26               | 46               | 0                | —       | —       | —       | —       | —       |
| 1974–75      | «Баффало Сейбрс»    | НХЛ          | 80               | 26               | 38               | 64               | 26               | 17      | 5       | 7       | 12      | 2       |
| 1975–76      | «Баффало Сейбрс»    | НХЛ          | 80               | 22               | 49               | 71               | 34               | 9       | 1       | 2       | 3       | 2       |
| 1976–77      | «Баффало Сейбрс»    | НХЛ          | 80               | 20               | 41               | 61               | 20               | 6       | 0       | 4       | 4       | 0       |
| 1977–78      | «Баффало Сейбрс»    | НХЛ          | 80               | 28               | 43               | 71               | 18               | 8       | 3       | 1       | 4       | 9       |
| 1978–79      | «Баффало Сейбрс»    | НХЛ          | 80               | 26               | 31               | 57               | 10               | 3       | 1       | 0       | 1       | 2       |
| 1979–80      | «Баффало Сейбрс»    | НХЛ          | 80               | 21               | 39               | 60               | 18               | 10      | 0       | 6       | 6       | 4       |
| 1980–81      | «Баффало Сейбрс»    | НХЛ          | 80               | 24               | 35               | 59               | 12               | 8       | 2       | 4       | 6       | 4       |
| 1981–82      | «Баффало Сейбрс»    | НХЛ          | 80               | 16               | 35               | 51               | 8                | 4       | 1       | 1       | 2       | 0       |
| 1982–83      | «Баффало Сейбрс»    | НХЛ          | 64               | 11               | 18               | 29               | 7                | 10      | 2       | 3       | 5       | 4       |
| 1983–84      | «Баффало Сейбрс»    | НХЛ          | 76               | 9                | 17               | 26               | 17               | 3       | 0       | 1       | 1       | 0       |
| 1984–85      | «Баффало Сейбрс»    | НХЛ          | 79               | 12               | 21               | 33               | 16               | 5       | 1       | 1       | 2       | 0       |
| Усього в НХЛ | Усього в НХЛ        | Усього в НХЛ | 1070             | 252              | 420              | 672              | 201              | 89      | 17      | 31      | 48      | 27      |

## Тренерська статистика
| Команда | Сезон   | Регулярний сезон | Регулярний сезон | Регулярний сезон | Регулярний сезон | Регулярний сезон | Регулярний сезон | Регулярний сезон | Плей-оф                      |
| Команда | Сезон   | І                | В                | П                | Н                | ПОТ              | О                | Результат        | Результат                    |
| ------- | ------- | ---------------- | ---------------- | ---------------- | ---------------- | ---------------- | ---------------- | ---------------- | ---------------------------- |
| БАФ     | 1986–87 | 21               | 4                | 15               | 2                | -                | (64)             | 5-е у ДА         | (в. о.)                      |
| ФІ      | 1999–00 | 25               | 16               | 8                | 1                | 0                | (105)            | 1-е в АД         | програш у фіналі конференції |
| ФІ      | 2000–01 | 28               | 12               | 12               | 4                | 0                | (100)            | 2-е в АД         | (звільнений)                 |
| АТЛ     | 2010–11 | 82               | 34               | 36               | -                | 12               | 80               | 4-е в ПСД        | не вийшли                    |
| Усього  | Усього  | 156              | 66               | 71               | 7                | 12               | -                |                  |                              |